# Французько-турецькі відносини
Французько-турецькі відносини охоплюють довгий період часу з XVI століття до сьогоднішнього дня, починаючи з союзу між Франциском I та Сулейманом Прекрасним. Дружніми відносини залишалися, по суті, протягом майже трьох століть із відновленням інтенсивних контактів від правління Людовіка XIV. Більш складними взаємини стали із вторгненням на території Оттоманської імперії із Єгипту Наполеоном I в 1798 році, а також на зорі сучасної епохи.

## Дипломатичні місії
- У Туреччини є посольство в Парижі, а генеральні консульства знаходяться в Ліоні, Марселі та Страсбурзі.
- Франція має посольство в Анкарі та генеральні консульства в Стамбулі та Ізмірі.

## Історія

### Франко-османський союз

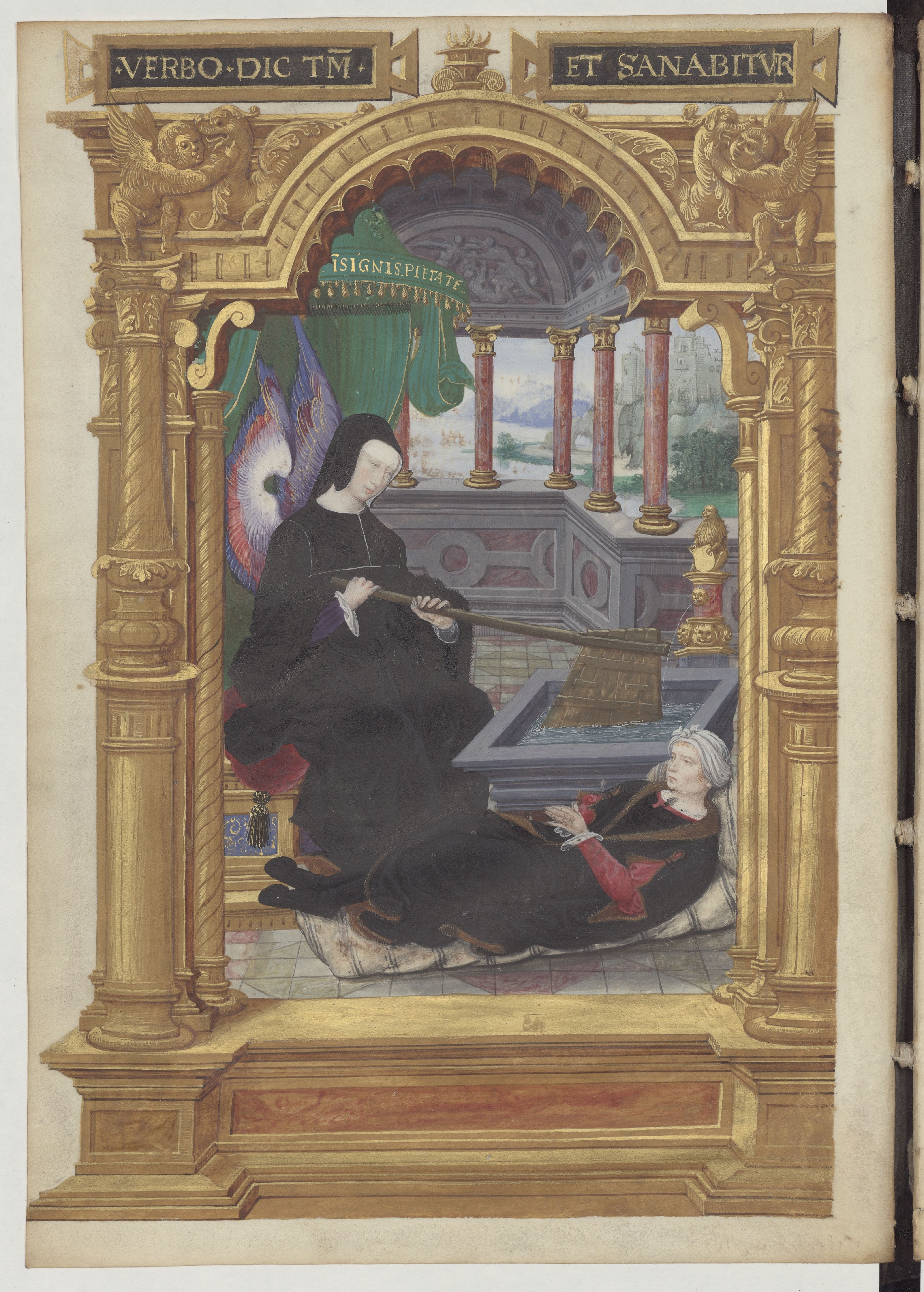
Луїза І (герцогиня Бурбону), мати Франциска I, символічно перейнявши «кермо» влади в 1525 році і просивши допомоги Сулеймана Прекрасного, який тут показаний покірно лежачи біля її ніг.

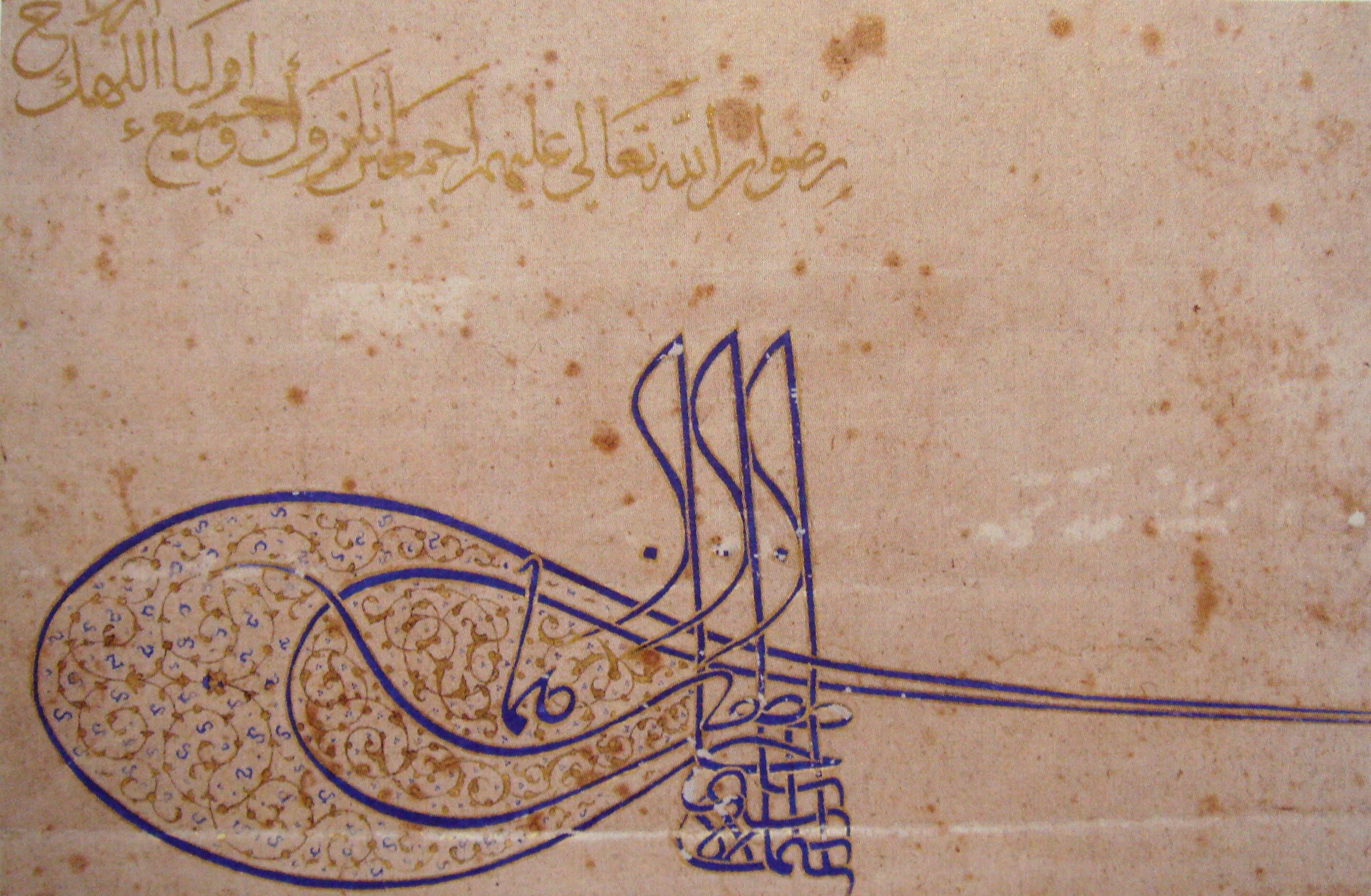
Лист Сулеймана Прекрасного до Франциска I про захист християн у його штатах. Вересень 1528 року. Національні архіви Франції, Париж, Франція.

Франко-османський союз, або франко-турецький союз, був утворений у 1536 р. між королем Франції Франциском I та турецьким султаном Османської імперії Сулейманом Величним. Під час перших зусиль щодо створення альянсу, король Франциск був ув'язнений у Мадриді. Перша французька місія до Сулеймана, мабуть, була відправлена матір'ю Франциска I Луїзою І одразу після битви при Павії, проте місія була втрачена на шляху до Боснії. У грудні 1525 року відправлено другу місію на чолі з Джоном Франгіпані, якій вдалося дістатися до Константинополя, османської столиці, з таємними листами з проханням про звільнення короля Франциска I та про напад на Габсбург. Франгіпані повернувся з відповіддю від Сулеймана 6 лютого 1526 р. Стратегічні відносини на найвищому рівні між Османською імперією та Французьким королівством розпочалися під час правління Сюлеймана Прекрасного та династії Валуа короля Франциска I в першій чверті XVI століття, в той час, коли французький король вкрай потребував союзу та допомоги з боку османського султана. Контакти були ще більш посилені, особливо з комерційної точки зору, завдяки капітуляціям, наданим султаном у 1535 році, а починаючи з Жана де ла Форе в тому ж році, Франція з того часу отримала представника послів у Туреччині. Ці привілейовані умови торгівлі мали означати розвиток відносин, як у комерційному плані, так і за його межами, аж до їх скасування Лозаннським договором 1923 року, а також поступово збільшувати невигідність та зменшувати свою цінність для османів. Першим представником Туреччини, який на початку XVIII століття інвестував місії до паризького двору впродовж тривалого періоду, був Єрмісекіз Мехмед Шелебі, саме в той час, коли Османська імперія намагалась зрозуміти причини втрати своєї популярності порівняно з європейськими державами.
У стані війни дві країни перебували тричі. Вперше це сталось під час кампанії Наполеона в Єгипті та Сирії в 1798—1800 роках. Другий раз це було під час Першої світової війни, особливо в контексті Дарданельської операції, коли у французькі сили були вкладені порівняно менші кошти, ніж в британські війська та війська ANZAC, і останній третій раз у 1919—1921 роках у фазі війни за незалежність Туреччини, яку, загалом, називають Франко-Турецькою війною, яка характеризувалась тим, що конфлікти тут часто були локалізованими та спорадичними за своєю суттю, а дипломатичні розбійники переслідувались вже під час самого виникнення сутичок. Після підписання Анкарської угоди 20 жовтня 1921 р. між двома країнами Франція стала першою західною державою, яка відмовилася від вимог, що були закладені Севрським мирним договором, і фактично визнала нові турецькі уряди, що знаходяться в Анкарі.

### Відносини під час занепаду османів
Інтенсивність контактів між державами характеризується відкриттям майже сорока французьких консульств на османських землях у XVIII столітті, переважно зосереджених на торгових відносинах.

## Поширення французької мови в Туреччині
Французька мова пов'язана з періодом реформ Танзимата (1839—1876) в історії Туреччини. Окрім тих, хто займався політикою та дипломатією, французьку мову як первісну мову Заходу використовували також і письменники та їхня безпосередня публіка під час різних послідовних етапів сучасної турецької літератури. Її перевага як першої іноземної мови, здобута представниками освічених класів Туреччини, тривала і в Турецькій Республіці, фактично ще зовсім недавно. Хоча сьогодні все менше турків вивчають французьку мову як єдину іноземну мову, її знання досі ще дуже добре відображаються серед інтелігенції, а так як вони високо цінуються, то часто стають привілеєм для тих, хто володіє нею. Згідно зі звітом Європейської комісії за 2006 рік, 3 % жителів Туреччина можуть вільно розмовляти французькою мовою. Нещодавно зростаючі іммігрантські громади турецького походження на всіх рівнях суспільства, у Франції, Бельгії, Швейцарії та Канаді, допомогли також зміцнити позиції знань французької мови в Туреччині як в якісному, так і в кількісному відношенні.

## Відносини в межах турецьких перспектив щодо ЄС
У 2004 році президент Жак Ширак заявив, що Франція проведе референдум щодо вступу Туреччини до ЄС, коли виникне така потреба, і будь-яке подальше розширення ЄС також буде вирішено всенародним голосуванням.
У 2007 році президент Франції Ніколя Саркозі заявив, що «Туреччині не місце в Європейському Союзі». Саркозі продовжив: «Я хочу сказати, що Європа повинна обмежити себе кордонами та зрозуміти, що не всі країни мають покликання стати членами Європи, починаючи з Туреччини, якій немає місця всередині Європейського Союзу».

## Торгівля
В умовах відкритого ринку (для промислової продукції), встановленого митним союзом між ЄС та Туреччиною в 1996 році, показники торгівлі між Францією та Туреччиною були збільшені у два з половиною рази протягом наступних п'яти років, досягнувши 5,8 мільярда доларів у 2000 році, та включаючи явний надлишок, зареєстрований Францією. Туреччина стала третім за величиною торговим партнером Франції за межами ЄС, а Франція — третім найбільшим партнером Туреччини в цілому. Втрата поштовху, що була спричинена фінансовими занепадами в Туреччині наприкінці 2000 року та на початку 2001 р., вже в 2002 році була повністю компенсована.
До недавнього часу Туреччина все ще залучала скромну частку в світових тенденціях прямих іноземних інвестицій, хоча Франція та її торгові марки були помітно наявними у цій частці з 60-х років. Станом на другу половину 1980-х років прямі іноземні інвестиції Франції посилилися, тимчасово пройшовши перевірку тими ж фінансовими кризами 2000—2001 років. У період 1980—2000 рр. Франція була кумулятивно першим іноземним інвестором у Туреччині, інвестуючи 5,6 мільярда доларів у вартість. Згідно з даними турецького казначейства, у 2003 році в Туреччині було 270 французьких підприємств, що відповідає значній ринковій частці в автомобільній промисловості та будівельній галузі, особливо для виробництва електроенергії, цементу, страхування,дистрибуції та в галузі фармацевтичної промисловості.

## Геноцид вірмен
Після схвалення 22 грудня 2011 року у Франції законопроєкту, який призведе до заперечення Геноциду вірмен як злочину, що карається річним тюремним вироком та штрафом у розмірі 45 000 євро (близько 61 387 доларів), уряд Туреччини заморозив двосторонні відносини та політичні зустрічі з Францією. Туреччина також скасувала дозвіл на причал французьких військових кораблів та на посадку в Туреччині французьких військових літаків, після чого кожен французький військовий літак для використання повітряного простору Туреччини повинен був просити дозволу на кожен політ. Раніше турецький уряд попереджав уряд Франції, що прийняття законопроєкту в сенаті, який після цього стане законом, непоправно зашкодить двостороннім відносинам.
Через закриття Туреччиною доступу до свого повітряного простору та морських смуг французьким військам, Франції довелося боротися з проблемою військової логістики; важко було також направити свої війська до Афганістану та вивести їх з нього, оскільки будь-який інший маршрут вважався і ризикованим, і «таким же дорогим», за словами міністра оборони Франції Жерарда Лонгет.
28 лютого 2012 року Конституційна рада Франції постановила, що новий закон є неконституційним та визнала його недійсним. Однак, у 1990 році Франція прийняла закон про Гейссота, який забороняв сумніватися у існуванні злочинів проти людства, які мали на меті бути спрямованими на Голокост.